# 3-as busz (Tata)
A tatai 3-as jelzésű autóbusz nyári tanszünetben az Autóbusz-állomás és a Fényes fürdő között közlekedik. A viszonylatot a MÁV Személyszállítási Zrt. üzemelteti.

## Története
A 2019-es szolgáltatóváltás előtt is ezen az útvonalon közlekedett a 3-as számú autóbuszjárat, erről egy 2017 július 1-jétől érvényes menetrendmódosítás is bizonyságot tesz.

## Útvonala
| Fényes fürdő felé                                                                                  | Autóbusz-állomás felé                                                                               |
| -------------------------------------------------------------------------------------------------- | --------------------------------------------------------------------------------------------------- |
| Autóbusz-állomás (4) – Kesztehyli út – Május 1. út – Oroszlányi utca – Fényes fasor – Fényes fürdő | Fényes fürdő – Fényes fasor – Oroszlányi utca – Május 1. út – Váralja utca – Autóbusz-állomás (Érk) |

## Megállóhelyei
Mivel a viszonylat csak a nyári tanszünetben közlekedik, így a nyári tanszüneti menetrend szerinti átszállási kapcsolatok vannak feltüntetve.
| 0 | (4) Autóbusz-állomás (Érk) Végállomás | 8 | Helyben: 5A, 5AF, 5FA 804, 814, 8400, 8402, 8406, 8462, 8463, 8465, 8466, 8467, 8472, 8479, 8574, 8587, 8594, 8700, 8706, 8716, 8726, 8727, 8736, 8740 1824, 1841, 1850 Május 1. úti megállókból: 1, 1M, 1R, 1T, 2G, 5, 5AF, 5FA, 5T, 7, 7A, 8, 9, 9M |
| 3 | Fényes fürdői elágazás                | 5 | |
| 5 | Berta malom bejárati út               | 3 | |
| 8 | Fényes fürdő Végállomás               | 0 | |

## Külső hivatkozások
- Vonalhálózati térképek. Volánbusz. (Hozzáférés: 2024. július 4.)
- Vonalhálózati térképek. MÁV-csoport. (Hozzáférés: 2025. január 28.)